# PACIFIC COAST HIGHWAY
PACIFIC COAST HIGHWAY（パシフィック・コースト・ハイウェイ）は1999年結成の日本のロックバンドである。略称はP.C.H、パシコス。地元大阪での活動を経て、2006年に活動拠点を東京へ移す。アコギロックという独自のスタイルを確立。演劇・和楽器・格闘技・アカペラ・クラシック・ダンス等、様々なジャンルとのコラボレーションライブを敢行。現在も精力的に活動中。

## メンバー
- ナカニシ・トシカツ (Vocal/Harp/Acoustic Guitar)
- スターマン (Electric Bass/SE/Chorus)

## ディスコグラフィー

### アルバム
- SUPER FREEDOM（2010年3月15日発売）
- 極東（2005年8月17日発売）
- THE END（2002年11月15日発売）
- pacifism（2002年8月1日発売）
- GIFT（2000年4月21日発売）

### マキシシングル
- THE SMILER（2009年5月発表・非売品）
- ∞∽∝（2008年5月30日発売）
- ラブハンターマン（2007年4月8日発売）
- TONGPOO（2006年8月30日発売）
- 十二月の雨（2004年12月8日発売）
- ディア・ネロリー（2004年2月26日発売）
- イカシメモンスター（2003年8月1日発売）
- HAVE A NICE DAY！（2003年6月23日発売）
- AFRICA（2003年2月26日発売）

### コラボレートアルバム
- 大月山ジャンボリー（劇団シアターガッツ/2004年5月27日発売）
- 拳骨ロック！（劇団シアターガッツ/2002年5月21日発売）

### プロデュース
- アイノウタ（美津乃あわ/2004年11月21日発売）